# Georgische parlementsverkiezingen 2024
De Georgische parlementsverkiezingen van 2024 vonden plaats op 26 oktober 2024 voor alle 150 parlementsleden van de 11e convocatie van het Parlement van Georgië. De verkiezingen werden voor de vierde keer op rij gewonnen door de regerende Georgische Droom, onder leiding van premier Irakli Kobachidze en lijsttrekker en oprichter van de partij, oligarch Bidzina Ivanisjvili.
De verkiezingen werden door zowel binnenlandse als internationale waarnemers bekritiseerd vanwege gecoördineerde manipulatie in het voordeel van de regering door onder meer omkoping, druk uitoefenen, intimidatie en grootschalige schending van het kiesgeheim. De Verenigde Staten en de Europese Unie, als ook de president van Georgië, Salome Zoerabisjvili, erkenden de uitslag niet en eisten een internationaal onafhankelijk onderzoek naar de misstanden en hun impact op de uitslag.
Net als in de nasleep van de verkiezingen in 2020, ontstond er een politieke en constitutionele crisis. De oppositie weigerde zitting te nemen in het in hun ogen onwettige parlement en eiste nieuwe verkiezingen. De president weigerde de inauguratievergadering van het parlement te beleggen, maar op 25 november 2024 deed Georgische Droom dit op eigen houtje, waarbij ze de enige aanwezige was.

## Achtergrond
Na de verkiezingen in 2020 transformeerde de regerende Georgische Droom van een pro-westerse naar een antiwesterse en cultureel conservatieve partij met autoritaire trekken naar het voorbeeld van Fidesz van Viktor Orbán, met wie Georgische Droom goede banden onderhoudt. De partij hield tegelijkertijd het lidmaatschap van de Europese Unie in 2030 te ambiëren. In maart 2022, twee jaar eerder dan de partij toegezegd had aan haar kiezers, deed de partij onder publieke druk en in navolging van Oekraïne een aanvraag naar het EU-lidmaatschap.
Ondertussen raakten in deze periode de relaties met zowel de Verenigde Staten als de verstoord. Georgië kreeg in juni 2022 extra huiswerk mee van de EU om de kandidaatsstatus te kunnen verkrijgen, terwijl Moldavië en Oekraïne wel meteen de kandidaatsstatus kregen. Dit was directe voedingsbodem voor Georgische Droom om te claimen dat het land oneerlijk behandeld werd, omdat het op allerlei relevante criteria beter scoorde dan de andere twee landen. In juni 2023 werd Georgische Droom uit de Europese sociaal-democratische partij (PES) gezet, vanwege de illiberale transformatie en de warme banden met Orbán.

### Buitenlandse agentwet

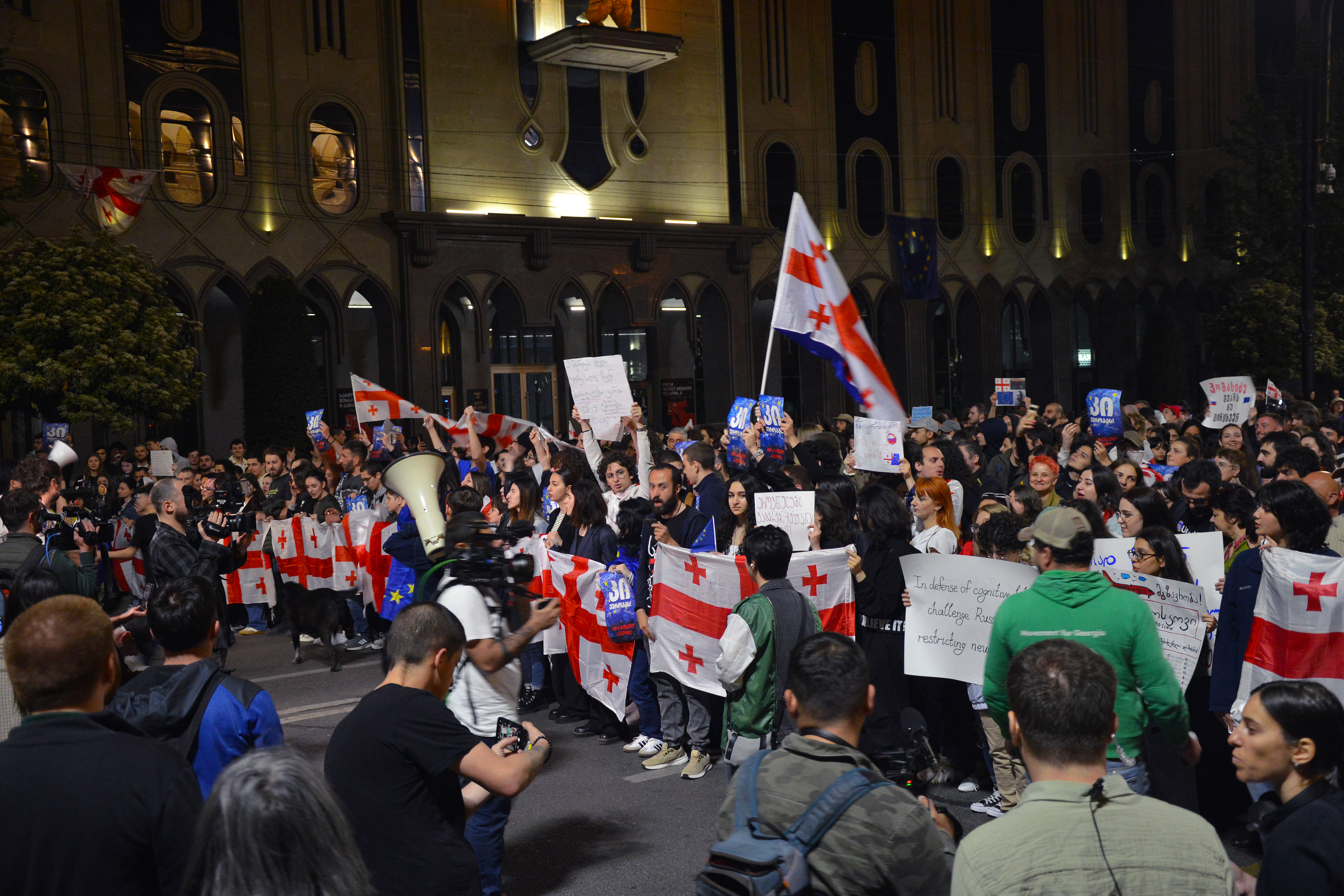
Demonstratie in april 2024 tegen de "buitenlandse agent-wet" en voor de weg naar de EU.

In maart van 2023 probeerde de regering de zogeheten "buitenlandse agent-wet" in te voeren, die gericht is tegen het maatschappelijk middenveld en onafhankelijke media. Deze "wet op transparantie van buitenlandse invloed" labelt NGOs en onafhankelijke mediaorganisaties als "buitenlandse agent" wanneer ze meer dan 20 procent van hun financiering uit het buitenland ontvangen. Dit is vergelijkbaar met Russische wetgeving, die daar desastreuze gevolgen heeft gehad voor het maatschappelijk middenveld en onafhankelijke media. Door tegenstanders in Georgië werd de wet ook wel "Russische wet" genoemd. De wet werd door de EU sterk veroordeeld als onverenigbaar met de Europese democratische waarden en het toetredingsproces. Door massaal burgerprotest werd de wet ingetrokken.

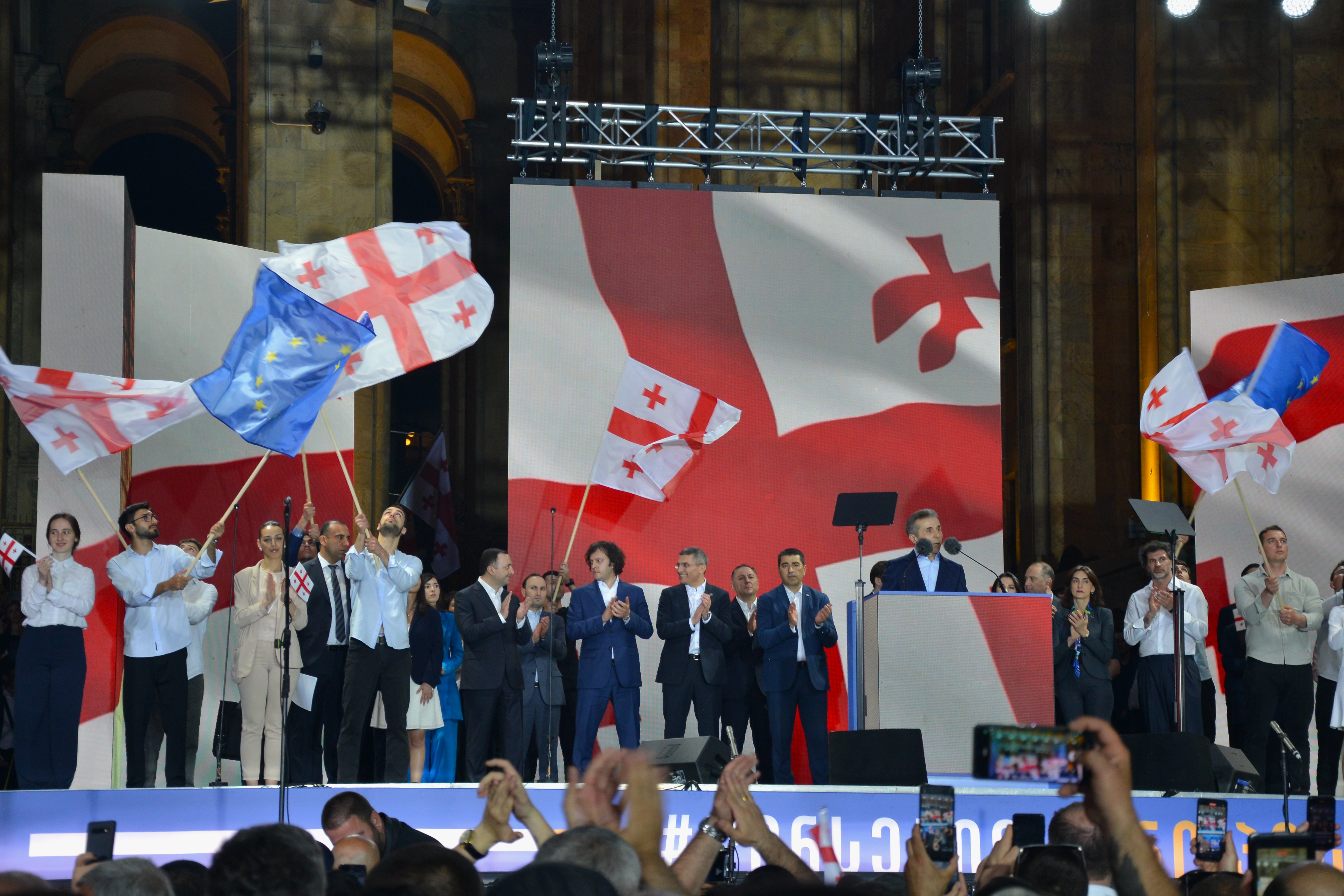
Georgisch Droom oprichter Bidzina Ivanisjvili keerde terug naar de voorgrond en kondigde in april 2024 de onderdrukking van de pro-westerse oppositie aan.

Georgische Droom en haar afsplitsing Volkskracht sloegen een toenemend antiwesterse toon aan tegenover de EU en westerse partnerlanden, vermengd met complottheorieën en betichtten hen van inmenging in binnenlandse aangelegenheden. De regering deed weinig aan de gevraagde hervormingen voor de kandidaatsstatus voor de EU, maar Georgië kreeg dit in december 2023 alsnog toegekend. Ondanks beloften om verder af te zien van de invoering van de gewraakte buitenlandse agent-wet, drukte Georgische Droom deze in het voorjaar van 2024 alsnog door in weerwil van massale protesten en internationale druk.
In de zomer van 2024 werd een pakket anti-LHBTI-wetgeving aangenomen onder de naam “bescherming van familiewaarden”, dat verschillende verboden instelde, waaronder op zogenaamde “LHBTI-propaganda” en bijeenkomsten, de adoptie van kinderen door paren van hetzelfde geslacht, geslachtsverandering en transgenderrechten aan banden legde. Het gevolg van deze democratische erosie was dat de EU in de zomer van 2024 het Georgische toetredingstraject bevroor en financiële steun aan de overheid stopte. 

## Kiesstelsel
De verkiezingen werden voor het eerst gehouden in een volledig evenredig kiesstelsel met een kiesdrempel van vijf procent. Er werd gestemd op een gesloten lijst in een nationaal kiesdistrict. Voorheen kende Georgië een gemengd kiesstelsel met enkelvoudige districten en evenredige vertegenwoordiging met een gesloten lijst in een nationaal district. De overgang was het resultaat van grondwetswijzigingen in 2017 en 2018 en intens politiek en maatschappelijk debat (zie Parlement van Georgië).

## Partijen

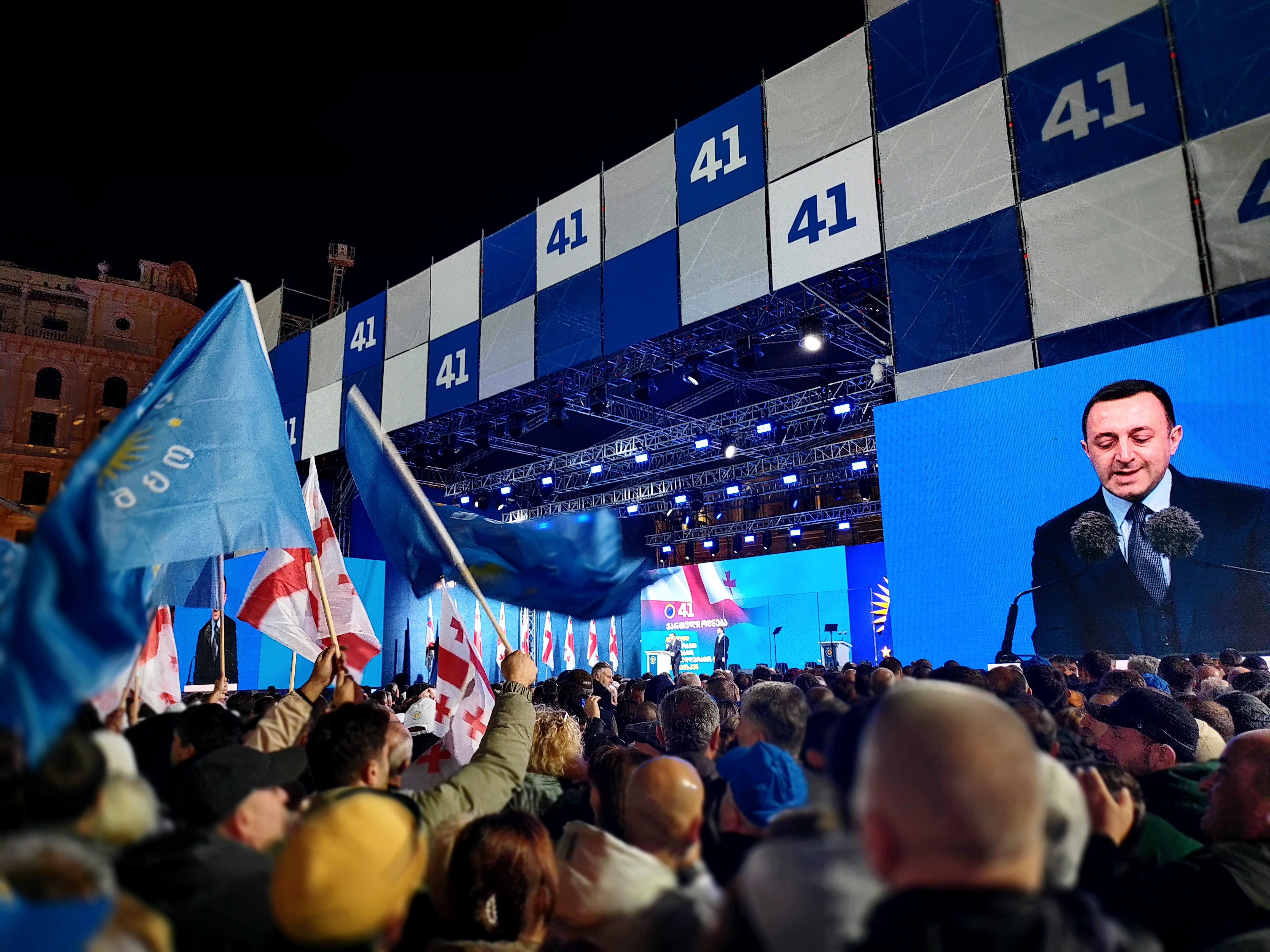
Afsluitende campagnebijeenkomst van regeringspartij Georgische Droom in Tbilisi (23 oktober 2024).

Er werden achttien partijlijsten geregistreerd voor de verkiezingen. De belangrijkste (pro-westerse) oppositiepartijen formeerden verschillende electorale allianties om de kans op het behalen van de kiesdrempel van vijf procent te vergroten en zoveel mogelijk van deze stemmen in het parlement te laten komen. Deze coalities gebruikten het kiesnummer en de partijregistratie van de belangrijkste en dragende partij in de betreffende coalitie.
Formeel waren verkiezingsblokken en gecombineerde kandidatenlijsten bij deze verkiezing niet toegestaan, maar in de praktijk werden kandidaten van verschillende partijen in een coalitie op de gezamenlijke lijst als onafhankelijke kandidaat geregistreerd, in lijn met nieuwe bepalingen dat kandidaten geen lid van een derde partij mogen zijn. Zij moesten dus hun oorspronkelijke lidmaatschap opzeggen en eventuele partijfuncties formeel neerleggen.

### Belangrijkste deelnemers

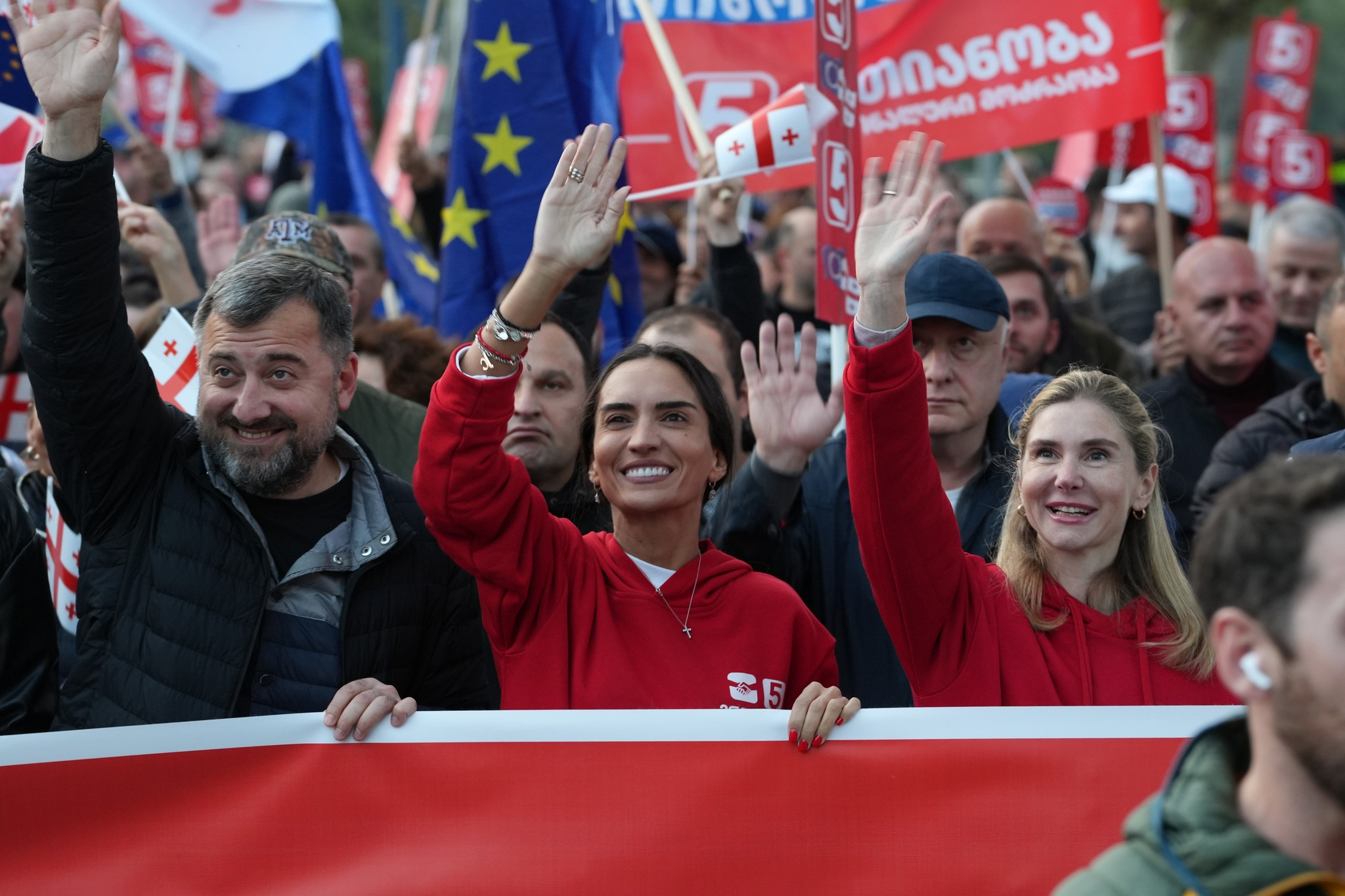
Verkiezingsmars van Verenigde Nationale Beweging, de grootste oppositiepartij. Vooraan van rechts naar links partijleider Tinatin Bokoetsjava, woordvoerder voor Micheil Saakasjvili Sopo Dzjararidze, en kandidaat Gia Dzjaparidze.

De regerende Georgische Droom zette alle negen parlementsleden van het in 2022 afgesplitste radicale antiwesterse Volkskracht op een verkiesbare plaats op haar kandidatenlijst. De belangrijkste oppositiepartij Verenigde Nationale Beweging (UNM) vormde onder de naam Eenheid - Nationale Beweging een coalitie met de kleinere partijen Strategie Agmasjenebeli en Europees Georgië, beide afsplitsingen van UNM. Deze twee waren in 2020 in het parlement verkozen met drie procent van de stemmen en waren op basis van peilingen gebaat bij een coalitie.
De nieuwe partij Achali, onder leiding van voormalig UNM-prominenten, vormde de Coalitie voor Verandering tezamen met het kleine Girtsji – Meer Vrijheid (een afsplitsing van Girtsji), Droa en de Republikeinse Partij. Alleen deze laatste had zetels in het uitgaande parlement. De derde coalitie was Sterk Georgië, die gevormd werd rond Lelo samen met Burgers, Voor de Mensen en de nieuwe beweging Vrijheidsplein. Alleen Lelo en Burgers hadden al zetels. Daarnaast was Voor Georgië, onder leiding van voormalig Georgische Droom premier Giorgi Gacharia een van de belangrijkere oppositiepartijen. Deze partij sloot zich bewust niet aan bij een van de coalities. Het libertaire Girtsji maakte op basis van sommige peilingen, waarin ze rond de kiesdrempel gepeild werd, ook kans op zetels in het parlement. Deze partij deed bewust zelfstandig mee.

## Verkiezingswaarneming

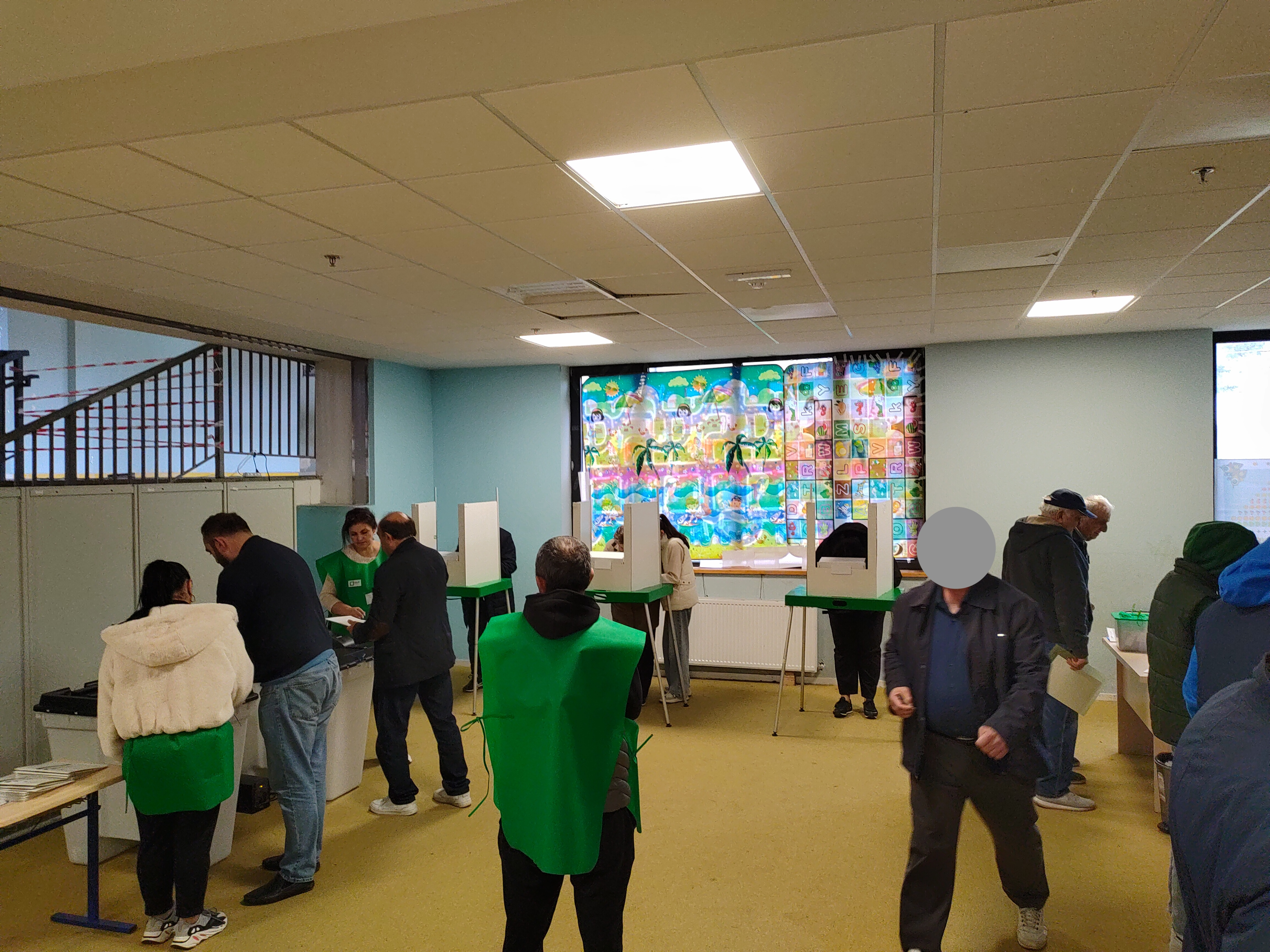
Half-open stemhokjes en een verbod op het maken van foto's van de stem. Links staat de elektronische scanner voor het stembiljet, die tot kritiek leidde van waarnemers.

Het Bureau voor Democratische Instellingen en Mensenrechten van de OVSE stuurde een zogeheten 'korte termijn verkiezingswaarneming' van 350 waarnemers voor de verkiezingsdag. Daarnaast had de organisatie dertig 'lange termijn waarnemers' en twaalf internationale experts uitgezonden naar Georgië, die de zes weken voor de verkiezingsdag documenteerden, zoals de campagne en de naleving van de procedures.
Op de verkiezingsdag deden ook kleinere delegaties van de NAVO, het Europees Parlement en de Parlementaire Assemblee van de Raad van Europa aan waarneming en rapporteerden ze gezamenlijk met de OVSE. De Georgische verkiezingsautoriteiten accrediteerden in totaal ruim 23.000 lokale waarnemers van 102 NGOs en bijna 1.600 internationale waarnemers van 76 organisaties.

### Beoordeling verkiezingen
In de voorlopige conclusies daags na de verkiezingen rapporteerde de OVSE-verkiezingsmissie over "druk op kiezers, met name op werknemers in de publieke sector". In combinatie met het "uitgebreid volgen van kiezers op de verkiezingsdag", leidde dit tot "zorgen over het vermogen van sommige kiezers om hun stem uit te brengen zonder angst voor vergelding". Er werd getwijfeld aan de legitimiteit van meervoudige kiezersregistratie op adressen van bewoners die deze personen niet kennen. De verkiezingsautoriteiten weigerden volgens de OVSE-transparantie te geven in wie aan de verkiezingen had deelgenomen om oppositiebeschuldigingen te ontzenuwen over misbruik van kiezersgegevens en de binnenlandse kiezersregistratie van burgers in het buitenland.
De frequente wijzigingen in de kieswet kort voor de verkiezing "markeerden een stap terug, wat zorgen opriep over het mogelijke gebruik ervan voor [eigen] politiek gewin". Het rapport van de OVSE gaf niet aan dat de verkiezingen voldoende vrij en eerlijk waren verlopen, wat benadrukt werd in de reactie vanuit de Europese Unie en de Verenigde Staten. Beiden riepen op tot een onafhankelijk onderzoek naar de schendingen.

## Resultaten

Steun voor Georgische Droom per verkiezingsdistrict.

De voorlopige uitslagen op de verkiezingsavond lieten een ruime zege zien voor regeringspartij Georgische Droom met 53 procent van de stemmen, vijf procent meer dan in 2020. Vier oppositiegroepen en partijen behaalden de kiesdrempel en kregen bij elkaar 38,4 procent van de stemmen, met elk tussen de acht en elf procent: Coalitie voor Verandering, Eenheid - Nationale Beweging, Sterk Georgië en Voor Georgië. De overige acht procent ging voornamelijk naar Girtsji, Alliantie van Pattriotten en de Arbeiderspartij. Georgische Droom kreeg in de grote steden de minste steun, minder dan 40 procent in de hoofdstad, terwijl ze in een aantal plattelandsdistricten tot bijna 90 procent stemmen kreeg. 

### Exit polls

Overzicht van de peilingen in Georgië in de periode 2020-2024. Opvallend is de met de tijd toenemend uiteenlopende peiling voor Georgische Droom (45-60 procent).

Exitpolls in opdracht van regerings- en oppositiegezinde media, die meteen na het sluiten van de stembussen werden gepubliceerd, lieten een groot verschil zien in steun voor  Georgische Droom. Volgens GORBI, in opdracht van het regeringsgezinde Imedi, had Georgische Droom 56 procent van de stemmen behaald. De Amerikaanse peilingbureaus Edison en HarrisX, die in opdracht van de regeringskritische tv-zenders Formula en Mtavari opereerden, schatten de uitslag voor Georgische Droom op respectievelijk 41 en 42 procent. Volgens Edison en HarrisX zouden de vier belangrijkste oppositiepartijen gezamenlijk een meerderheid krijgen in het parlement. Kort na de exitpolls verklaarden beide kampen de overwinning.
De grote discrepantie tussen de officiële telling en de exitpolls van Edison en HarrisX droeg bij aan zorgen over verkiezingsmanipulatie. Edison deed al sinds 2012 exitpolls in Georgië, die dicht bij het officiële resultaat en binnen de foutmarge voorspelden. Edison stelde na data-analyse in een verklaring dat de grote discrepantie in 2024 manipulatie in de stembusgang suggereerde: "Het verschil van 13 punten tussen Edisons schatting en het officiële resultaat van 54% voor Georgische Droom kan niet alleen worden verklaard door normale variatie en suggereert manipulatie van de stem op lokaal niveau." Edison ontdekte dat "de afwijking van statistisch verwachte resultaten wijdverbreid was, maar het meest uitgesproken was op specifieke stemlocaties in landelijke gebieden. Deze locaties hebben waarschijnlijk de meest significante stemmanipulatie op het niveau van de stembureaus gehad.” Edison merkte ook op dat hun twaalf peilingen gedurende 2023 en 2024 in Georgië allemaal suggereerden dat Georgische Droom tot ongeveer tien procent lager zou scoren dan in 2020, maar in plaats daarvan zes procent hoger scoorde volgens de officiële uitslag.
HarrisX deed een nieuwe weging van hun exitpoll en corrigeerde voor de uiteindelijke opkomstcijfers en leeftijds- en geslachtsbalans. Deze correctie gaf Georgische Droom een klein voordeel (44,4 procent, vergeleken met de eerste 42 procent), maar het grote verschil met de officiële resultaten bleef bestaan. HarrisX voerde de enquête uit in 27 verschillende kiesdistricten in heel Georgië, bij 125 stembureaus met een totale respons van 12.007 kiezers. Bij een verdere analyse van alle gegevens, inclusief de officiële gegevens, kwamen “statistisch onverklaarbare dataverschillen” aan het licht tussen de exitpollresultaten van HarrisX en de officiële resultaten, die “niet kunnen worden verklaard door statistische variantie, wat wijst op mogelijke onregelmatigheden bij het stemmen”.

### Uitslag
De tabel geeft de officiële uitslag van de centrale verkiezingscommissie weer.
| | #41                               | Georgische Droom                   | 1.120.053 | 53,93 | 89  | -1  |        |
| | #4                                | Coalitie voor Verandering          | 229.161   | 11,03 | 19  | +19 | Nieuw  |
| | #5                                | Eenheid - Nationale Beweging (UNM) | 211.216   | 10,17 | 16  | -29 | [ 22 ] |
| | #9                                | Sterk Georgië                      | 182.922   | 8,81  | 14  | +8  | [ 23 ] |
| | #25                               | Voor Georgië                       | 161.521   | 7,78  | 12  | +12 | Nieuw  |
| | #36                               | Girtsji                            | 62.223    | 3,00  | 0   | -4  |        |
| | #8                                | Patriotten van Georgië             | 50.599    | 2,44  | 0   | -4  |        |
| | #10                               | Georgische Arbeiderspartij         | 15.103    | 0,73  | 0   | -1  |        |
| | Andere partijen                   | Andere partijen                    | 43.981    | 2,11  | 0   | 0   |        |
| Ongeldige en blanco stemmen                                                                        | Ongeldige en blanco stemmen       | Ongeldige en blanco stemmen        | 34.974    | 1,66  | –   | –   |        |
| Totaal                                                                                             | Totaal                            | Totaal                             | 2.111.834 | 100   | 150 | 0   |        |
| Geregistreerde kiezers en opkomst                                                                  | Geregistreerde kiezers en opkomst | Geregistreerde kiezers en opkomst  | 3.508.294 | 60,2  | –   | –   |        |
| Bronnen: CESKO Dashboard verkiezingsuitslag; definitieve samenvatting en verkozen parlementsleden. |                                   |                                    |           |       |     |     |        |

## Nasleep

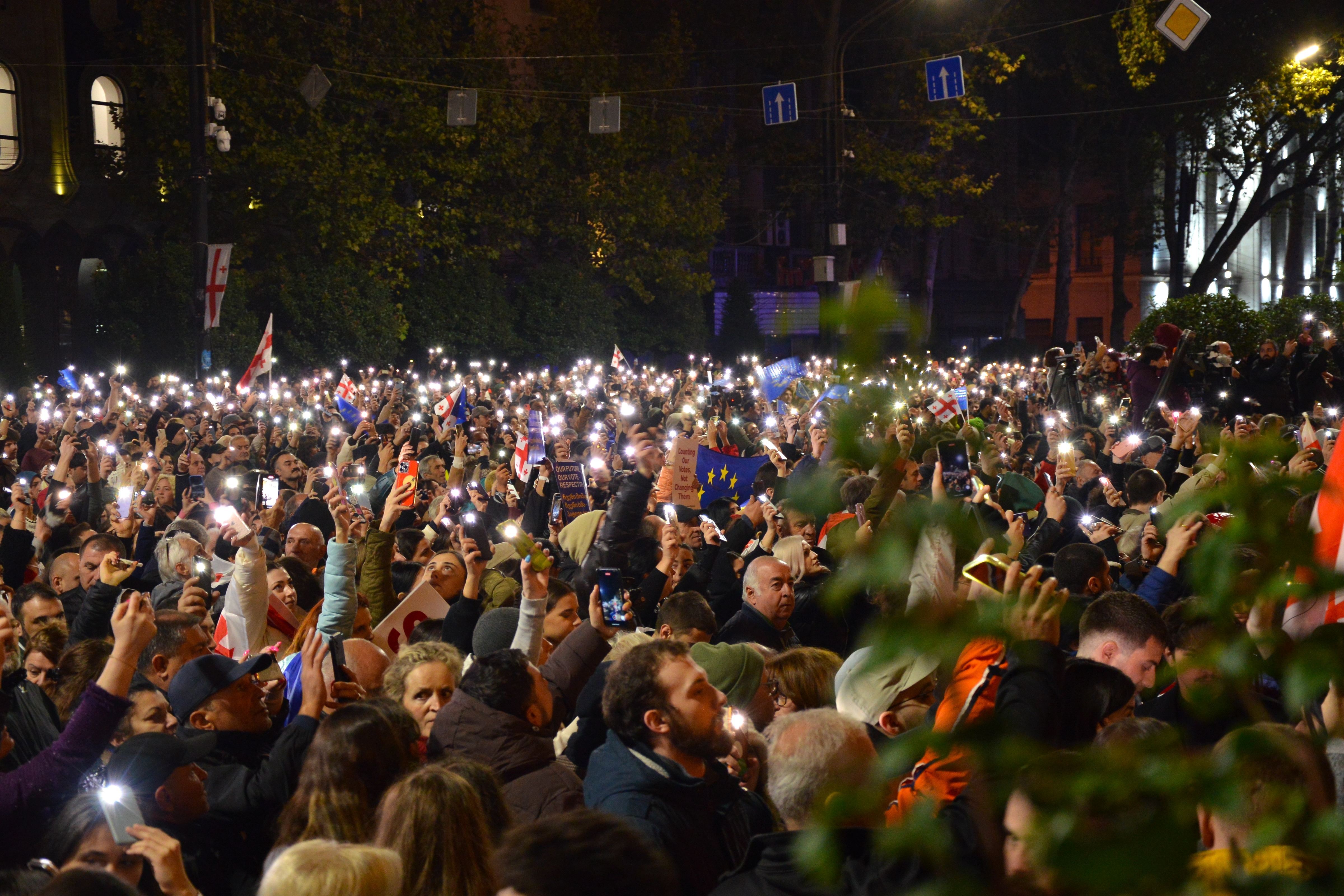
Oppositie en burgers protesteerden tegen de uitslag.

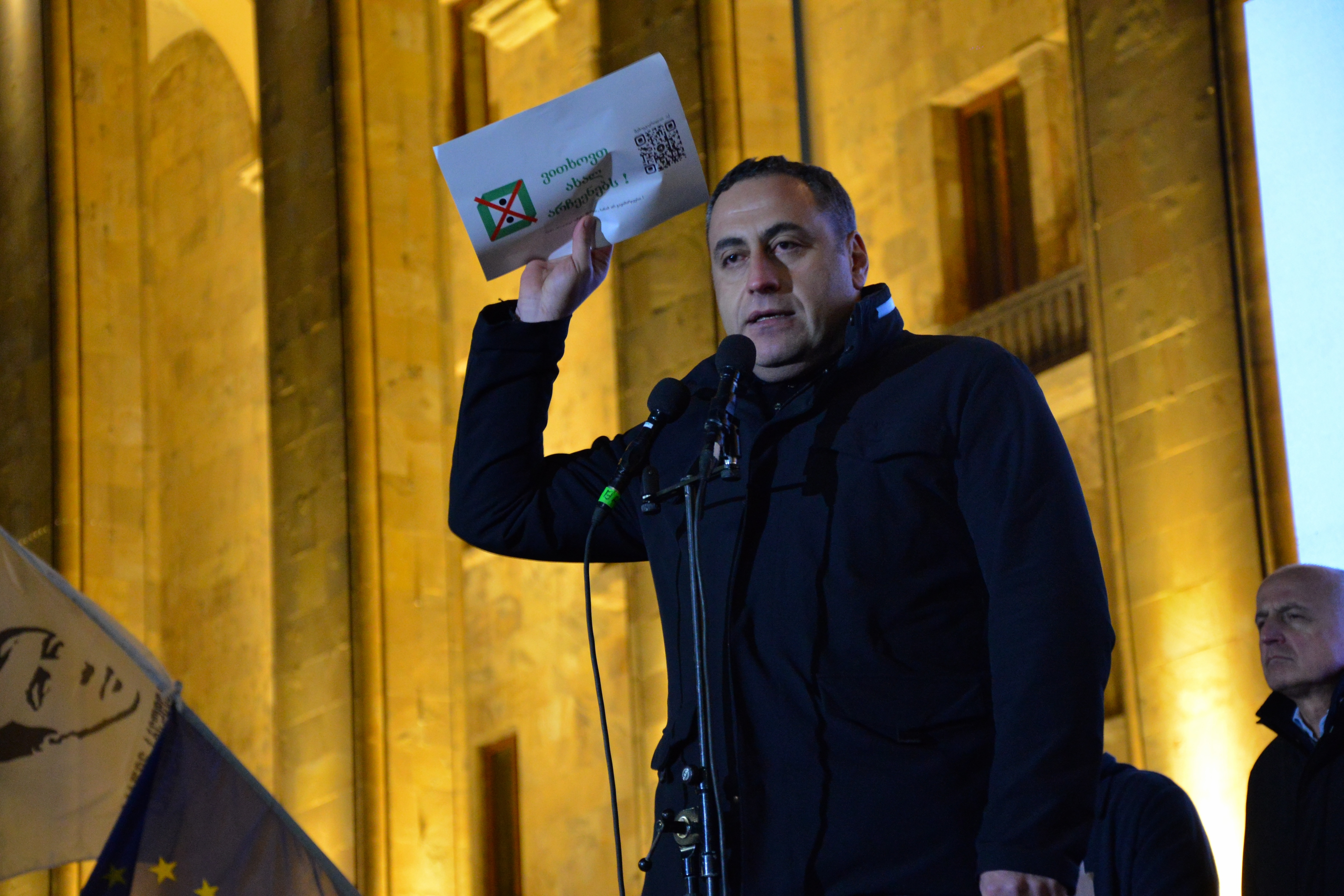
Giorgi Vasjadze met een plakaat dat nieuwe verkiezingen te eiste.

Na de verkiezingen ging de oppositie herhaaldelijk de straat op om te protesteren tegen de in hun ogen 'gestolen verkiezing'. De oppositiepartijen zeiden het parlement te gaan boycotten, hun zetels te laten annuleren alsmede hun kieslijsten zodat er geen opvolgers benoemd konden worden en de zetels leeg zullen blijven. Alle 49 zetels van de drie grootste oppositiegroepen werden op 5 februari 2025 door het parlement geannuleerd, waardoor het parlement nog 101 leden overhield.
De resultaten van de verkiezingen werden gerechtelijk aangevochten, door zowel het maatschappelijk middenveld als de politieke oppositie en de president. De rechtbanken stelden hen niet in het gelijk. Onder aanvoering van oppositieleider Giorgi Vasjadze eiste de oppositie nieuwe verkiezingen en verklaarden ze het nieuwe parlement en de daaruit voortkomende regering onrechtmatig. Op zaterdag 16 november 2024 werd de uitslag definitief getekend door de verkiezingsautoriteiten, zonder enige verandering in de uitslag.

### Inzegening parlement

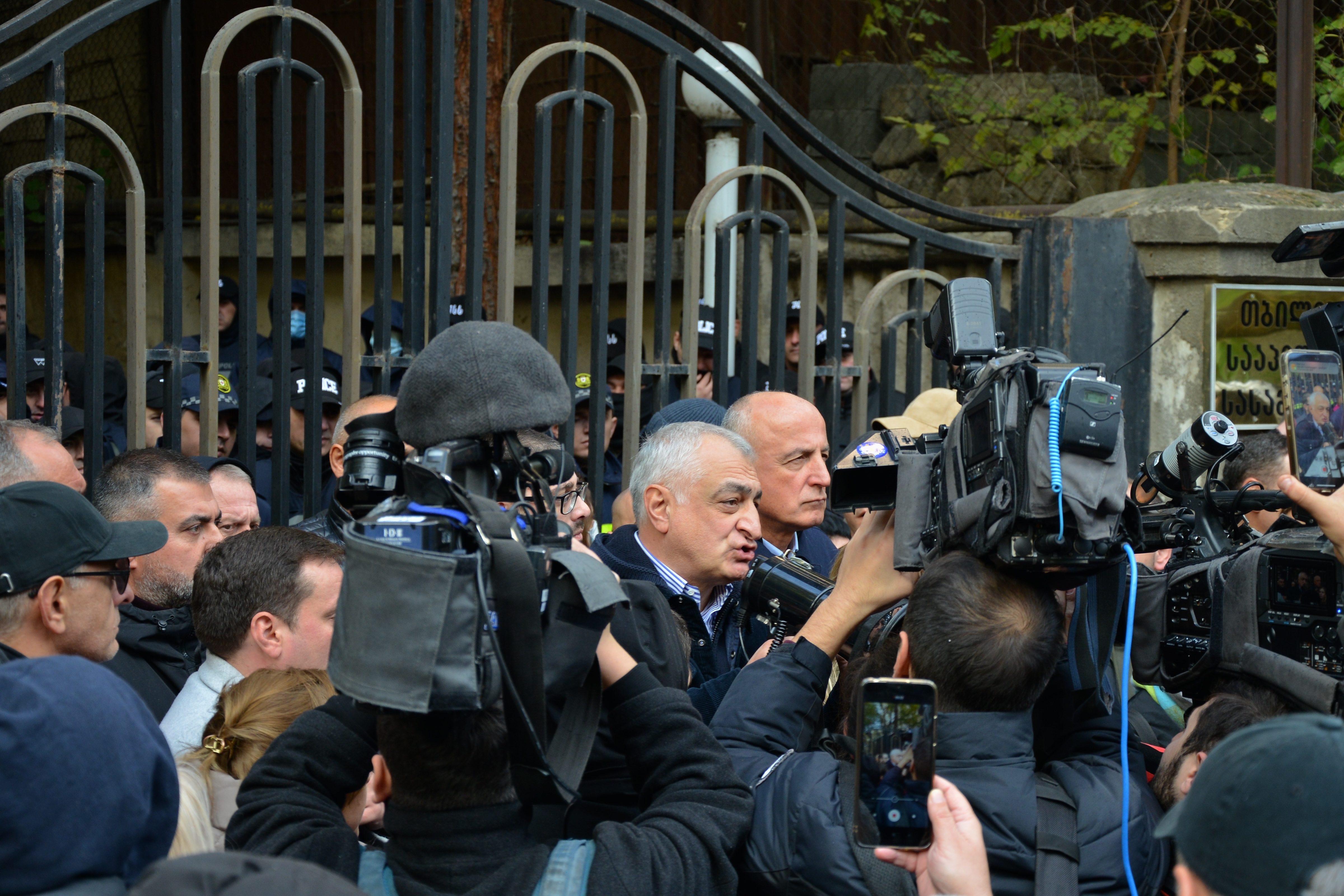
Oppositieleiders demonstreren bij de rechtbank in Tbilisi.

Grondwettelijk moet de president binnen tien dagen na de ondertekening van de definitieve uitslag de inzegening van het parlement uitroepen. Dit deed Salome Zoerabisjvili niet, wat voor het eerst in de Georgische parlementaire geschiedenis was dat een president dit weigerde, waarna Georgische Droom dit zelf in gang zette. Op 25 november 2024 werd het parlement ingezegend, waarbij alleen de leden van Georgische Droom aanwezig waren. Volgens Georgische grondwetsexperts handelde Georgische Droom hiermee buiten de grondwet. Het is alleen de president die deze inzegeningsvergadering kan uitroepen.
De president lichtte toe dat er grondwettelijk geen vervanger is bepaald als de president deze taak niet uitvoert, waarmee de zelfinhuldiging van het parlement een schending is van de grondwet. Ze weigerde de openingssessie bijeen te roepen omdat volgens haar "de legitimiteit van het parlement ondermijnd werd door de grootschalige verkiezingsfraude". Daarnaast waren er namens de president twee zaken aanhangig bij het Grondwettelijk Hof, welke behandeling over de onwettigheid van de verkiezingsresultaten nog niet was begonnen en daarmee de wettigheid van de inzegening in de weg zaten. Grondwetsexperts beschouwden het handelen van het parlement als onwettig, zolang het Grondwettelijk Hof niet oordeelde over de legitimiteit van de verkiezingen.

### Opschorting EU-toetreding en escalatie protesten

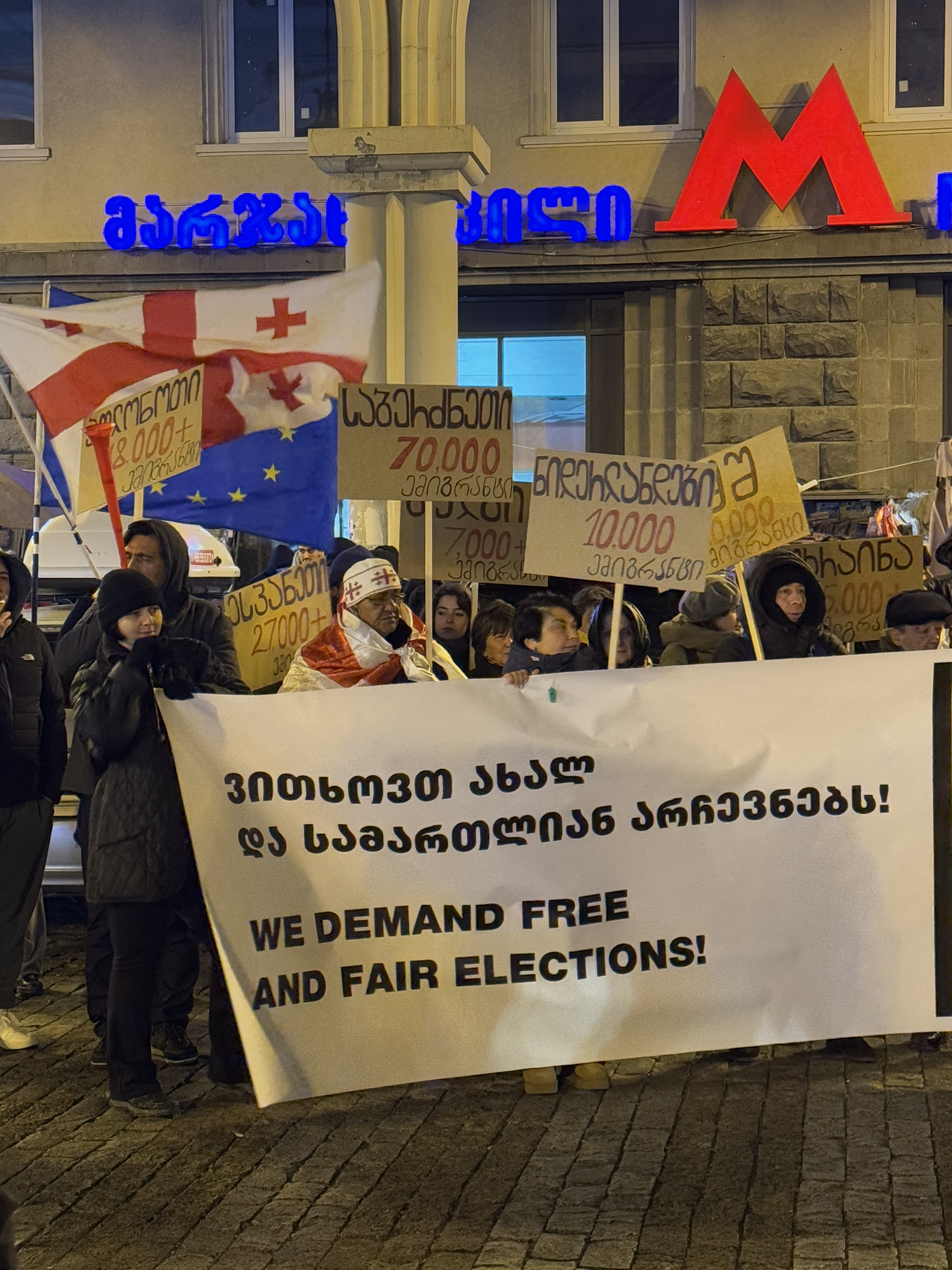
Demonstranten eisten maandenlang op straat nieuwe verkiezingen.

Op donderdag 28 november 2024, de dag dat het kabinet van Georgische Droom door het parlement werd bekrachtigd, schortte premier Irakli Kobachidze het EU-toetredingstraject op tot het einde van 2028, waarbij de regering alle EU-steungelden zou weigeren. De uitspraak volgde kort op een stemming in het Europees Parlement waarin de Georgische verkiezingsresultaten in een resolutie af werden gewezen als frauduleus en er opgeroepen werd tot nieuwe verkiezingen en sancties tegen leiders van Georgische Droom. Volgens de premier, die verbaal achter de doelstelling bleef staan om Georgië in 2030 lid te maken van de EU, maakten Europese leiders zich schuldig aan ongeoorloofde inmenging en grootschalige belediging van de Georgische waardigheid door chantage in het Europees toetredingstraject. Hij zei dat het EU-lidmaatschap van Georgië een "tweerichtingsstraat" is. Volgens president Salome Zoerabisjvili was dit een "constitutionele coup" en riep ze op tot verzet. De Georgische grondwet verplicht in artikel 78 om er alles aan te doen Euro-atlantische integratie te waarborgen.
Het directe gevolg van deze stap van de regering was dat er grote demonstraties in hoofdstad Tbilisi uitbraken. Deze gingen gepaard met politiegeweld en honderden arrestaties, waarbij vele demonstranten na arrestatie in elkaar werden geslagen. Ook tientallen journalisten en fotografen raakten gewond. Daarnaast werden verschillende oppositieleiders en activisten buiten de protesten gearresteerd. De demonstraties bleven niet beperkt tot Tbilisi, maar waaiden uit naar andere grote en kleine steden in het hele land en hielden maanden aan. Ambtenaren van verschillende ministeries en overheidsdiensten namen openlijk afstand van de afwijzing van het toetredingstraject voor de EU. Verschillende ambassadeurs van Georgië namen ontslag, waaronder de ambassadeur in Nederland. Ook het bedrijfsleven, educatieve instellingen en de cultuursector deden afstand van deze koers. 

### Presidentsverkiezing

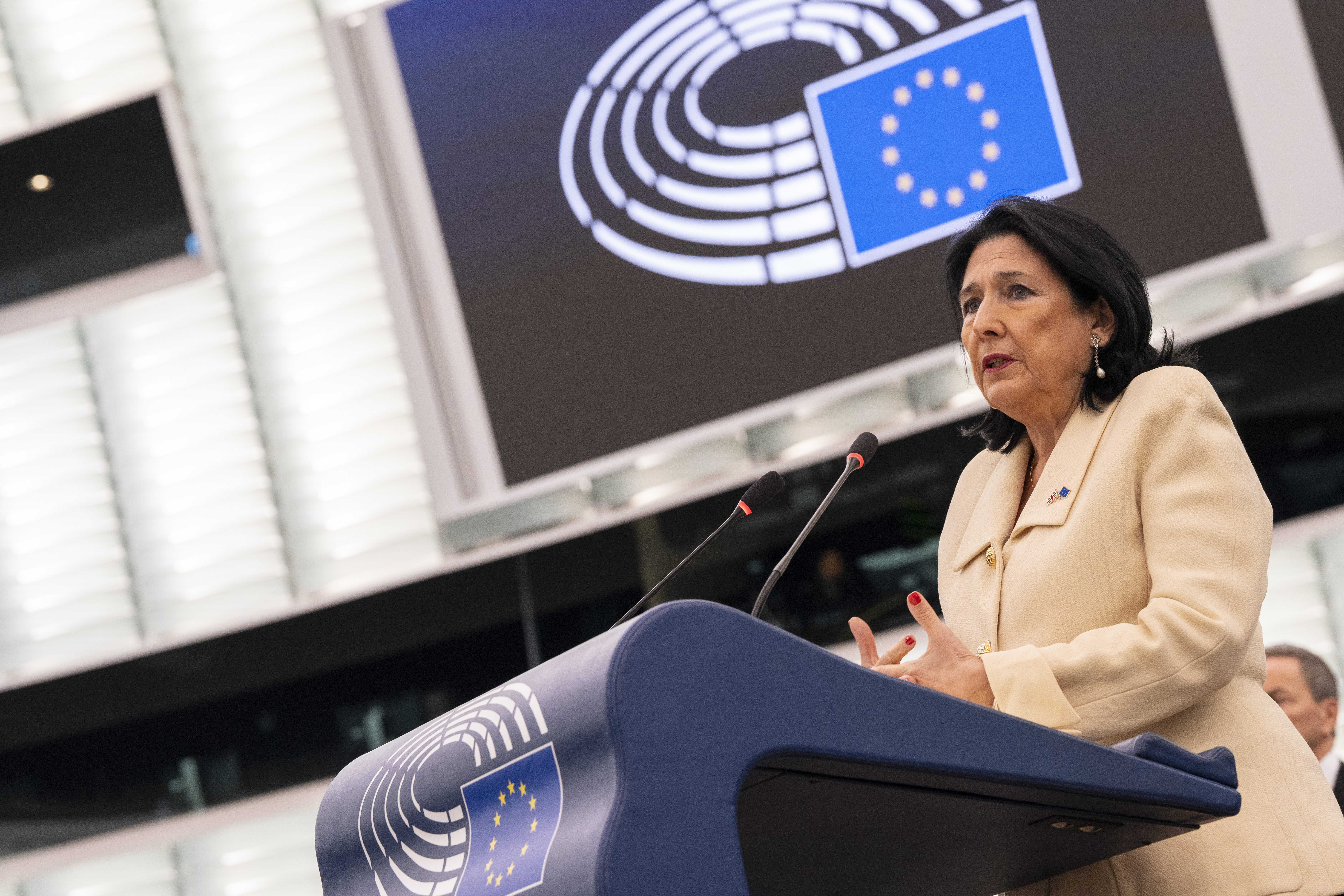
Uittredend president Salome Zoerabisjvili deed in het Europees Parlement een appèl aan de EU om de democratische krachten te blijven steunen.

De nasleep van de parlementsverkiezing liep over in de presidentsverkiezing die op 14 december 2024 werd gehouden. Deze verkiezing was voor het eerst door middel van een kiescollege, waarin alle 150 (nieuwe) parlementsleden zitting zouden nemen, aangevuld met 150 lokale vertegenwoordigers en vertegenwoordigers van de autonome republieken Abchazië en Adzjarië. De oppositie boycotte deze verkiezing, omdat ze het parlement als onwettig beschouwde, alsmede de door dat parlement bekrachtigde regering, die de presidentsverkiezing uitschreef. Oud-voetballer en parlementslid Micheil Kavelasjvili werd door het onvolledige kiescollege verkozen om Zoerabisjvili op te volgen.
Zoerabisjvili gaf aan dat zij het enige overgebleven wettige politieke instituut was en beschouwde de presidentsverkiezing ook als onwettig. Op 18 december 2024 deed ze in het Europees Parlement een oproep aan de EU om blijvende politieke steun te verlenen aan de democratische krachten in Georgië, steun te verlenen aan rechtvaardigheid, de vrijlating van politieke gevangenen te bepleiten, en om de oproep voor nieuwe verkiezingen krachtig te steunen. "Europa heeft de uitdaging tot nu toe slechts halfslachtig aangepakt. Het is traag geweest om wakker te worden en traag om te reageren. Er kan en moet veel meer gedaan worden."

### Versnelling autocratisering
Bij de opening van het nieuwe parlementaire seizoen in februari 2025 kondigde Georgische Droom verschillende repressieve wetswijzigingen aan, waaronder aanscherping van de "buitenlands agent-wet", de media-wet, het demonstratierecht en werden overtredingen in die context zwaarder gecriminaliseerd. Ook stelde Georgische Droom een onderzoekscommissie in om de regeerperiode van Micheil Saakasjvili en zijn Verenigde Nationale Beweging (2003-2012) te onderzoeken, met als oogmerk deze partij en haar "satellietpartijen" te verbannen uit het politieke speelveld.  In juni 2025 werden vier oppositieleiders van Girtsji – Meer Vrijheid, Lelo en Strategie Agmasjenebeli veroordeeld tot zeven en acht maanden gevangenisstraf en een verbod voor twee jaar op het bekleden van openbare functies. De vier hadden geweigerd voor de onderzoekscommissie te verschijnen. 
Georgische Droom had in de campagne de verkiezingsbelofte gedaan het politiek stelsel weer "gezond te maken" met een "gezonde oppositie", waarbij de partij geen ruimte zag voor de bestaande (pro-westerse) oppositie, die het zag als satellieten van Saakasjvili's partij. Onderdeel hiervan was het optuigen van "pseudo-oppositie" vanuit haar eigen gelederen. In december 2024 begonnen de parlementsleden van de anti-westerse Volkskracht, die via de lijst van Georgische Droom waren verkozen, hun eigen fractie in de oppositie. Daarnaast begonnen drie leden van Georgische Droom in februari 2025 de oppositiefractie 'Europese Socialisten'.

## Internationale reacties
Naar aanleiding van de volgens waarnemers ondermaatse kwaliteit van de verkiezingen eisten de Verenigde Staten en de Europese Unie een onafhankelijk onderzoek naar de schendingen tijdens de verkiezingen. De VS en EU stelden ook maatregelen zoals sancties in het vooruitzicht. De VS schortten op 30 november 2024 het strategisch partnerschap op. Westerse partners van Georgië waren kritisch over de verkiezingsgang en brachten geen felicitaties over, wat gezien werd als een niet-erkenning van de verkiezingsuitslag. Hongarije, buurlanden van Georgië en een aantal dictaturen brachten wel de felicitaties over aan Georgische Droom.
De Baltische staten gingen na de escalatie van politiegeweld en arrestaties over op het sanctioneren van "diegenen die de democratie in Georgië ondermijnen". Ook Oekraïne ging over tot het instellen van sancties tegen Bidzina Ivanisjvili en andere Georgische Droom vertegenwoordigers. De Nederlandse minister van Buitenlandse Zaken Caspar Veldkamp riep namens het Nederlandse kabinet op om het visum-vrij reizen naar het Schengen-gebied voor Georgische staatsburgers op te schorten. Veldkamp ondersteunde daarnaast daags na de verkiezing een gezamenlijke verklaring van ministers van EU-lidstaten, waarin ze de verkiezingsgang sterk bekritiseerden en de schendingen onverenigbaar noemden met de verkiezingsstandaarden die verwacht worden van een EU-kandidaat.